# Non Stop (альбом)
Non Stop — пятый студийный альбом российской поп-группы REFLEX.

## Реакция критиков
Алексей Мажаев из агентства InterMedia дал альбому положительную оценку. Хитами альбома рецензент назвал песни «Мне трудно говорить», «Падали звёзды» и «Потому что не было тебя». По его мнению, «большинство остальных песен тоже по-своему неплохи, но к ним нужно привыкать, вслушиваться, а радиодеятели обычно предпочитают хватать то, что лежит на поверхности». Рэп, который исполняет DJ Silver в песне D.I.S.C.O -2, рецензент назвал «очень 'смыслово' облегчённым». «Гордостью» Вячеслава Тюрина журналист назвал песню Acka Raga. Он считает, что «не все слушатели эту гордость разделят, но сложно спорить с тем, что регги с восточным колоритом в исполнении 'Рефлекса' - это как минимум неожиданная затея». К неудачным трекам альбома Мажаев отнёс песни «Дельфин», D.I.S.CO -2 и «Это Новый Год».

## Список композиций
| №   | Название                                                  | Текст песни                                                      | Музыка                   | Длительность |
| --- | --------------------------------------------------------- | ---------------------------------------------------------------- | ------------------------ | ------------ |
| 1.  | «Non Stop»                                                | Глеб Кулыгин                                                     | Вячеслав Тюрин           | 3:43         |
| 2.  | «Может быть, показалось»                                  | Глеб Кулыгин, Наталья Тимченко                                   | Вячеслав Тюрин           | 3:50         |
| 3.  | «Мне трудно говорить»                                     | Вячеслав Тюрин                                                   | Вячеслав Тюрин           | 3:34         |
| 4.  | «Падали звёзды»                                           | Леона Войналович, Наталья Тимченко, Глеб Кулыгин, Вячеслав Тюрин | Вячеслав Тюрин           | 3:38         |
| 5.  | «Зима»                                                    | Леона Войналович, Ирина Нельсон                                  | Вячеслав Тюрин           | 3:42         |
| 6.  | «Acka Raga»                                               | Леона Войналович                                                 | J. Mayer, Вячеслав Тюрин | 3:37         |
| 7.  | «Город плачет»                                            | Вячеслав Тюрин                                                   | Вячеслав Тюрин           | 4:00         |
| 8.  | «Дельфин»                                                 | Вячеслав Тюрин                                                   | Вячеслав Тюрин           | 3:53         |
| 9.  | «Потому что не было тебя» (Акустическая версия)           | Вячеслав Тюрин                                                   | Вячеслав Тюрин           | 3:17         |
| 10. | «Я буду помнить»                                          | Ирина Нельсон                                                    | Ирина Нельсон            | 4:17         |
| 11. | «Это Новый год»                                           | Виктория Сотова                                                  | Вячеслав Тюрин           | 3:46         |
| 12. | «D.I.S.C.O. — 2» (Исполняет DJ Silver)                    | Вячеслав Тюрин, Глеб Кулыгин                                     | Вячеслав Тюрин           | 3:58         |
| 13. | «Мне трудно говорить» (Remix)                             | Вячеслав Тюрин                                                   | Вячеслав Тюрин           | 3:55         |
| 14. | «Acka Raga» (Remix)                                       | Леона Войналович                                                 | J. Mayer, Вячеслав Тюрин | 3:30         |
| 15. | «Потому что не было тебя» (DJ Orl Vs Funkmaster Club Mix) | Вячеслав Тюрин                                                   | Вячеслав Тюрин           | 5:28         |

## Участники записи
- Ирина Нельсон — вокал, бэк-вокал
- Алёна Торганова — бэк-вокал
- Григорий Розов (DJ Silver) — рэп
- Антон Тюрин (Funkmaster) — гитара, аранжировка
- Андрей Слончинский (Zlon) — гитара, аранжировка
- Вячеслав Тюрин — аранжировка, продюсирование
- Анатолий Бецков — аранжировка